# Reggie Washington
Reggie Washington (* 28. Juli 1962 in Staten Island, New York City) ist ein amerikanischer Jazz- und Fusionmusiker (E-Bass, Kontrabass, auch Komposition).

## Leben und Wirken
Washington, der in einer musikalischen Familie aufwuchs, lernte zunächst klassisches Cello. Er machte seine ersten musikalischen Erfahrungen mit seinem älteren Bruder Kenny Washington und spielte bei Auftritten der Washington Brothers in New Yorker Clubs Congas und Bongos. Als Cellist spielte er in Schulorchestern und dem All-State Youth Orchestra sowie dem All-Eastern USA Youth Orchestra, aber auch bei dem New York Philharmonic Orchestra unter Leitung von Zubin Mehta, James Levine und Claudio Abbado. Noch während seiner Schulzeit auf der New Yorker High School of Music & Art wechselte er zum Kontrabass und erhielt zunächst eine klassische Ausbildung bei William Blossom (NY Philharmonic). Zusätzlich nahm er Jazzunterricht bei Paul West und Victor Venegas (Fania All-Stars). Nach Sessions mit seinem Bruder und Marcus Miller begann er, auch auf dem E-Bass zu spielen.
Ab Mitte der 1980er Jahre arbeitete Washington bei Ronald Shannon Jackson und Chico Hamilton, um dann hauptsächlich im M-Base-Lager zu wirken: Zwischen 1990 und 2003 gehörte zu den Bands von Steve Coleman, Cassandra Wilson, Jean-Paul Bourelly und Ravi Coltrane; auch spielte er im Projekt Buckshot LeFonque von Branford Marsalis sowie mit Oliver Lake, Don Byron und Reuben Hoch. Weiterhin trat er mit Musikern wie Salif Keïta, Mike Mainieri, Cheick Tidiane Seck, Meshell Ndegeocello, Kenny Kirkland, dem World Saxophone Quartet, Arturo O’Farrill und Lester Bowie auf.
Washington hat seit 2006 mehrere Alben unter eigenem Namen vorgelegt. In den letzten Jahren war er mit Roy Hargrove und seinem eigenen Trio unterwegs, aber auch mit Fabrice Alleman, Chris Joris, Doug Hammond, Jacques Schwarz-Bart oder Malcolm Braff. Er arbeitet seit mehreren Jahren auch von Belgien aus, wo er zwei Trios unterhielt, zum einen mit dem Saxophonisten Erwin Vann und dem Schlagzeuger Stéphane Galland, zum anderen Washington Trio Tree mit Jozef Dumoulin und Dré Pallemaerts. 
Ab 2015 tourte Washington mit seinem Projekt Rainbow Shadow - A tribute to Jef Lee Johnson mit den Gitarristen Marvin Sewell oder David Gilmore, dem Schlagzeuger Patrick Dorcéan und DJ Grazzhoppa an den Turntables, um die Musik von Jef Lee Johnson vorzustellen. In seinem Quartett Vintage New Acoustic präsentierte er seine akustische Seite mit Fabrice Alleman, Keyboarder Bobby Ray Sparks und E. J. Strickland.  Weiterhin ist er einer der Initiatoren des Projektes Black Lives – from Generation to Generation, mit dem er international tourte und bisher zwei Alben vorlegte, zuletzt People of Earth.